# کانتری کلاب هیلز (ایلینوی)
کانتری کلاب هیلز، ایلینوی (به انگلیسی: Country Club Hills, Illinois) یک شهر در ایالات متحده آمریکا با جمعیت ۱۶٬۵۴۱ نفر است که در ایلی‌نوی واقع شده‌است.